# Edizioni Mediterranee
Edizioni Mediterranee è una casa editrice italiana specializzata in letteratura esoterica, parapsicologica, arti marziali e occultistica.

## Storia
Costituita nel 1953 a Roma, Mediterranee raccolse l'eredità di un'analoga casa editrice preesistente e fondata da Wilhelm Krenn due decenni prima, la Casa Editrice Mediterranea. Giovanni Canonico, che aveva rilevato la proprietà della vecchia casa editrice, ne fu il primo direttore. La precedente impostazione editoria prediligeva testi di saggistica, in particolare giuridici, e libri per bambini, ma con la nuova gestione il catalogo venne ampliato in modo da comprendere album di opere di arte, romanzi e libri di divulgazione scientifica e di sport.
A cominciare dagli anni Sessanta, ampliano i propri interessi in altri campi. Gli anni Settanta vedono nascere l'etichetta Hermes edizioni e il catalogo si arricchisce con volumi dedicati a parapsicologia, esoterismo, "Tradizione" (in senso mitico-esoterico), alchimia, occultismo, medicina alternativa e, nelle collane sportive, tutte le arti marziali fino ad arrivare a spiritismo, ufologia, sessuologia, passando per gli studi sugli angeli, architettura esoterica e alchemica con l'acquisizione dell'etichetta Arkeios o libri mitologici come il Kalevala della quale ha pubblicato l'edizione filologica a cura di Marcello Ganassini.
Dal 2013, la casa editrice ha iniziato a mettere in commercio i suoi titoli anche in ebook.
Nel 2011 Mediterranee ha dedicato alle arti marziali e alla cultura ad esse relativa una collana, "Sapere d'Oriente", curata dallo scrittore e saggista Bruno Ballardini.
Nel novembre 2012 l'esondazione del fiume Tevere ha provocato ingenti danni alla casa editrice che ha perso migliaia di volumi del suo catalogo storico, danneggiati dall'inondazione del suo deposito.
Fra gli autori pubblicati figurano Osho, Scaligero, Uspenskij, Wirth, De Giorgio, René Guénon (tradotto da Evola) oltre agli autori di riferimento della tradizione alchemica come il conte di Saint-Germain e le grandi opere di Fulcanelli, Le dimore filosofali e Il mistero delle cattedrali, quest'ultima con le illustrazioni originali di Julien Champagne. Di Julius Evola, rintracciato dallo stesso editore Canonico tramite l'elenco telefonico nel 1968, la casa editrice ha pubblicato l'opera omnia
A inizio 2018 erano in commercio più di 2500 titoli editi dalla casa editrice.